# Doslern Miklós Ödön
Doslern Miklós Ödön (Győr, 1758. szeptember 27. – Sopron, 1839. március 25.) bencés szerzetes.

## Élete
A gimnázium végeztével a rendbe lépett és 1782. október 20.-án pappá szentelték. 1802–1807-ben gimnáziumi tanár volt Sopronban, 1807–1809-ben Nagyszombatban, 1809–1815-ig igazgató ugyanott, 1815–1817-ig prior Pannonhalmán, 1817–1826 között a pozsonyi rendház és a gimnázium igazgatója, 1826–1827-ben a soproni gimnázium igazgatója, 1827–1839-ben spiritualis ugyanott.

## Munkái
- Illustr. ac rev. domino Francisco Szányi dum in episcopum Rosnaviensem consecratur, piis votis applaudit. Quinque-Ecclesiis, 1801